# Arytmetyka liczb porządkowych
Arytmetyka liczb porządkowych – dział teorii mnogości zajmujący się liczbami porządkowymi i działaniami na nich.
Arytmetyka liczb porządkowych znacznie różni się od arytmetyki liczb kardynalnych – zarówno rozważane działania mają inne własności, jak i stawiane pytania są inne. Podstawową różnicą jest jednak fakt, że większość stwierdzeń dotyczących działań na liczbach porządkowych jest dowodliwa na gruncie aksjomatyki Zermela-Fraenkla (zwykle aksjomat wyboru nie jest potrzebny, choć tutaj, zgodnie z tradycją przyjętą w matematyce, zakłada się ZFC). Ponadto bardzo rzadko spotyka się w niej wyniki niezależnościowe.
Arytmetyka liczb porządkowych kardynalnych różni się także od arytmetyki liczb rzeczywistych, choć można dostrzec między nimi pewne analogie.

## Definicje
Na liczbach porządkowych rozważa się następujące działania dwuargumentowe: dodawanie, mnożenie i potęgowanie liczb porządkowych. Operacje dodawania i mnożenia można zdefiniować na dwa sposoby (dające ten sam wynik); poniżej przedstawiono oba podejścia.

### Dodawanie i mnożenie: definicje konstrukcyjne
Operacje „+” i „·” na liczbach porządkowych można wprowadzić przez pewne konstrukcje zbiorów dobrze uporządkowanych.
Przypuśćmy, że {\displaystyle \mathbf {A} =(A,\leqslant _{A})} oraz {\displaystyle \mathbf {B} =(B,\leqslant _{B})} są dobrymi porządkami. Dla uproszczenia opisu załóżmy też, że zbiory {\displaystyle A} i {\displaystyle B} są rozłączne. Określamy:
- {\displaystyle \mathbf {A} +\mathbf {B} =(A\cup B,\sqsubseteq ^{+}),} gdzie {\displaystyle \sqsubseteq ^{+}} jest relacją binarną na {\displaystyle A\cup B} zdefiniowaną przez

{\displaystyle x\sqsubseteq ^{+}y} wtedy i tylko wtedy, gdy {\displaystyle (x,y\in A\cup B)} oraz
{\displaystyle x,y\in A} i {\displaystyle x\leqslant _{A}y\;{}} lub
{\displaystyle x,y\in B} i {\displaystyle x\leqslant _{B}y\;{}} lub
{\displaystyle x\in A} i {\displaystyle y\in B.}
- {\displaystyle \mathbf {A} \cdot {\mathbf {B} }=(A\times B,\sqsubseteq ^{\circ }),} gdzie {\displaystyle \sqsubseteq ^{\circ }} jest relacją binarną na produkcie {\displaystyle A\times B} zdefiniowaną przez

{\displaystyle (a_{1},b_{1})\sqsubseteq ^{\circ }(a_{2},b_{2})} wtedy i tylko wtedy, gdy ({\displaystyle a_{1},a_{2}\in A,} {\displaystyle b_{1},b_{1}\in B}) oraz
{\displaystyle b_{1}<_{B}b_{2}\;{}} lub
{\displaystyle b_{1}=b_{2}} i {\displaystyle a_{1}\leqslant _{A}a_{2}.}
Można wykazać, że zarówno {\displaystyle \mathbf {A} +\mathbf {B} ,} jak i {\displaystyle \mathbf {A} \cdot \mathbf {B} } są dobrymi porządkami.

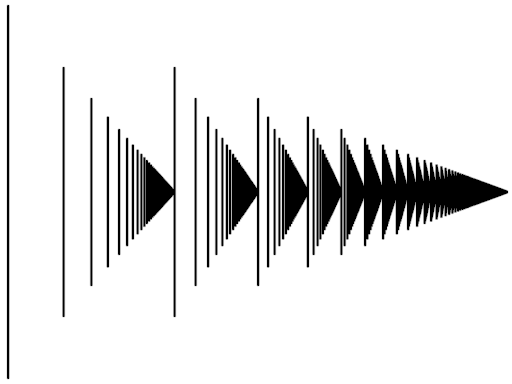
Liczba porządkowa każda kreska pionowa przedstawia liczbę porządkową poniżej – kreski te odpowiadają liczbom postaci gdzie i są liczbami naturalnymi.

Dla liczb porządkowych {\displaystyle \alpha ,\beta } określamy
- sumę {\displaystyle \alpha +\beta } jako (jedyną) liczbę porządkową izomorficzną ze zbiorem dobrze uporządkowanym {\displaystyle \mathbf {A} +\mathbf {B} ,} gdzie {\displaystyle \mathbf {A} ,\mathbf {B} } są rozłącznymi kopiami {\displaystyle \alpha } i {\displaystyle \beta ,} odpowiednio;
- iloczyn {\displaystyle \alpha \cdot \beta } jako (jedyną) liczbę porządkową izomorficzną ze zbiorem dobrze uporządkowanym {\displaystyle \mathbf {A} \cdot \mathbf {B} ,} gdzie {\displaystyle \mathbf {A} ,\mathbf {B} } są kopiami {\displaystyle \alpha } i {\displaystyle \beta ,} odpowiednio.

### Definicje indukcyjne
- Dodawanie: przez indukcję po liczbach porządkowych {\displaystyle \beta ,} dla każdej liczby porządkowej {\displaystyle \alpha ,} definiujemy {\displaystyle \alpha +\beta } w sposób następujący:

{\displaystyle \alpha +0=\alpha ,}
{\displaystyle \alpha +1=\alpha \cup \{\alpha \}} jest następnikiem porządkowym liczby {\displaystyle \alpha ,}
{\displaystyle \alpha +(\beta +1)=(\alpha +\beta )+1,}
jeśli {\displaystyle \beta } jest liczbą graniczną, to
{\displaystyle \alpha +\beta =\lim \limits _{\gamma <\beta }(\alpha +\gamma ).}
- Mnożenie: przez indukcję po liczbach porządkowych {\displaystyle \beta ,} dla każdej liczby porządkowej {\displaystyle \alpha ,} definiujemy {\displaystyle \alpha \cdot \beta } w sposób następujący:

{\displaystyle \alpha \cdot 0=0,}
{\displaystyle \alpha \cdot (\beta +1)=\alpha \cdot \beta +\alpha ,}
jeśli {\displaystyle \beta } jest liczbą graniczną, to
{\displaystyle \alpha \cdot \beta =\lim \limits _{\gamma <\beta }(\alpha \cdot \gamma ).}
- Potęgowanie: przez indukcję po liczbach porządkowych {\displaystyle \beta ,} dla każdej liczby porządkowej {\displaystyle \alpha ,} definiujemy {\displaystyle \alpha ^{\beta }} w sposób następujący:

{\displaystyle \alpha ^{0}=1,}
{\displaystyle \alpha ^{\beta +1}=\alpha ^{\beta }\cdot \alpha ,}
jeśli {\displaystyle \beta } jest liczbą graniczną, to
{\displaystyle \alpha ^{\beta }=\lim \limits _{\gamma <\beta }\alpha ^{\gamma }.}

## Podstawowe własności
Pewne własności „zwykłych” działań na liczbach rzeczywistych są prawdziwe dla działań na liczbach porządkowych, ale wiele nie. Dla dowolnych liczb porządkowych {\displaystyle \alpha ,\beta ,\gamma } prawdziwe są następujące równości:
- {\displaystyle (\alpha +\beta )+\gamma =\alpha +(\beta +\gamma )} oraz {\displaystyle (\alpha \cdot \beta )\cdot \gamma =\alpha \cdot (\beta \cdot \gamma ),}
- {\displaystyle \alpha +0=0+\alpha =\alpha ,} {\displaystyle \alpha \cdot 0=0\cdot \alpha =0} oraz {\displaystyle \alpha \cdot 1=1\cdot \alpha =\alpha ,}
- {\displaystyle \alpha \cdot (\beta +\gamma )=(\alpha \cdot \beta )+(\alpha \cdot \gamma ),}
- {\displaystyle \gamma ^{\alpha +\beta }=\gamma ^{\alpha }\cdot \gamma ^{\beta }} oraz {\displaystyle (\beta ^{\alpha })^{\gamma }=\beta ^{\alpha \cdot \gamma },}
- {\displaystyle \alpha ^{0}=1} oraz {\displaystyle \alpha \neq 0\implies 0^{\alpha }=0,}
- {\displaystyle \alpha ^{1}=\alpha } oraz {\displaystyle 1^{\alpha }=1.}

## Przykłady
Przypomnijmy, że {\displaystyle \omega =\{0,1,2,3,\dots \}} jest pierwszą nieskończoną liczbą porządkową.
- Ani dodawanie, ani mnożenie liczb porządkowych nie są przemienne, gdyż na przykład:

{\displaystyle 888+\omega =\omega <\omega +888} oraz {\displaystyle 888\cdot \omega =\omega <\omega \cdot 888}
- Prawostronna rozdzielność mnożenia względem dodawania na ogół nie zachodzi:

{\displaystyle (\omega +888)\cdot 2=(\omega +888)+(\omega +888)=\omega +\omega +888,} ale {\displaystyle \omega \cdot 2+888\cdot 2=\omega +\omega +1776\neq \omega +\omega +888,}
- {\displaystyle (\omega +\omega )\cdot \omega =\omega \cdot \omega ,}
- {\displaystyle (\omega \cdot 2)^{2}=(\omega +\omega )\cdot (\omega +\omega )=\omega \cdot \omega +\omega \cdot \omega <\omega \cdot \omega +\omega \cdot \omega +\omega \cdot \omega +\omega \cdot \omega =\omega \cdot \omega \cdot 4=\omega ^{2}\cdot 2^{2},}
- {\displaystyle 2^{\omega }=\lim \limits _{n<\omega }2^{n}=\omega ,}

## Więcej własności
- Niech {\displaystyle \alpha ,\beta } będą liczbami porządkowymi, {\displaystyle \alpha >0.} Wówczas liczba {\displaystyle \beta } ma jednoznaczne przedstawienie postaci

{\displaystyle \beta =\alpha \cdot \gamma +\delta } gdzie {\displaystyle \gamma ,\delta } są liczbami porządkowymi i {\displaystyle 0\leqslant \delta <\alpha .}
- Twierdzenie Cantora o postaci normalnej: Każda niezerowa liczba porządkowa {\displaystyle \alpha >0} może być przedstawiona jednoznacznie w postaci

{\displaystyle \alpha =\omega ^{\beta _{1}}\cdot m_{1}+\omega ^{\beta _{2}}\cdot m_{2}+\ldots +\omega ^{\beta _{n}}\cdot m_{n}}
dla pewnych liczb naturalnych {\displaystyle n\geqslant 1} oraz {\displaystyle m_{1},\dots ,m_{n}>0} oraz liczb porządkowych {\displaystyle \beta _{1},\dots ,\beta _{n}} spełniających warunek {\displaystyle \beta _{n}<\beta _{n-1}<\ldots <\beta _{1}\leqslant \alpha .}
- Liczby porządkowe α dla których zachodzi równość {\displaystyle \omega ^{\alpha }=\alpha } były nazwane przez Cantora liczbami epsilonowymi; tworzą one klasę właściwą. Najmniejszą liczbą epsilonową jest

{\displaystyle \varepsilon _{0}=\sup\{\omega ^{\omega },\omega ^{\omega ^{\omega }},\omega ^{\omega ^{\omega ^{\omega }}},\dots \}.}
- Jeśli {\displaystyle \varepsilon } jest liczbą epsilonową, to

(a) {\displaystyle \beta +\varepsilon =\varepsilon } dla każdej liczby {\displaystyle \beta <\varepsilon ,}
(b) {\displaystyle \beta \cdot \varepsilon =\varepsilon } dla każdej liczby {\displaystyle 1\leqslant \beta <\varepsilon ,}
(c) {\displaystyle \beta ^{\varepsilon }=\varepsilon } dla każdej liczby {\displaystyle 2\leqslant \beta <\varepsilon .}

## Zastosowania
- Dowód twierdzenia Goodsteina używa cantorowskiej postaci normalnej dla liczb porządkowych mniejszych niż {\displaystyle \varepsilon _{0}.}

## Operacje naturalne
W 1906 roku niemiecki matematyk Gerhard Hessenberg wprowadził dwie dodatkowe operacje na liczbach porządkowych: naturalną sumę i naturalny produkt. Czasami operacje te są nazywane sumą Hessenberga i produktem Hessenberga, odpowiednio. Są one zdefiniowane w taki sposób, że przedstawiamy dane liczby porządkowe w postaci normalnej Cantora i działania wykonujemy, traktując te rozwinięcia jak formalne wielomiany zmiennej {\displaystyle \omega .}
Niech {\displaystyle \alpha } i {\displaystyle \beta } będą liczbami porządkowymi. Na mocy twierdzenia Cantora o postaci normalnej możemy znaleźć liczby naturalne {\displaystyle n\geqslant 1} oraz {\displaystyle m_{1},\dots ,m_{n},k_{1},\dots ,k_{n}} oraz liczby porządkowe {\displaystyle \xi _{n}<\xi _{n-1}<\ldots <\xi _{1}} takie, że
{\displaystyle \alpha =\omega ^{\xi _{1}}\cdot m_{1}+\omega ^{\xi _{2}}\cdot m_{2}+\ldots +\omega ^{\xi _{n}}\cdot m_{n}} oraz {\displaystyle \beta =\omega ^{\xi _{1}}\cdot k_{1}+\omega ^{\xi _{2}}\cdot k_{2}+\ldots +\omega ^{\xi _{n}}\cdot k_{n}.}
Określamy teraz sumę naturalną {\displaystyle \alpha (+)\beta } przez
{\displaystyle \alpha \oplus \beta =\omega ^{\xi _{1}}\cdot (k_{1}+m_{1})+\omega ^{\xi _{2}}\cdot (k_{2}+m_{2})+\ldots +\omega ^{\xi _{n}}\cdot (k_{n}+m_{n}).}
Definicja produktu naturalnego {\displaystyle \alpha \odot \beta } jest trochę bardziej skomplikowana: traktujemy wyrażenia {\displaystyle \omega ^{\xi _{1}}\cdot m_{1}+\omega ^{\xi _{2}}\cdot m_{2}+\ldots +\omega ^{\xi _{n}}\cdot m_{n}} i {\displaystyle \omega ^{\xi _{1}}\cdot k_{1}+\omega ^{\xi _{2}}\cdot k_{2}+\ldots +\omega ^{\xi _{n}}\cdot k_{n}} jakby przedstawiały wielomiany zmiennej ω. Dla każdej pary liczb naturalnych {\displaystyle 1\leqslant i,j\leqslant n} rozważamy liczbę {\displaystyle \omega ^{\xi _{i}\oplus \xi _{j}}\cdot m_{i}\cdot k_{j}} (zwróćmy uwagę, że w wykładniku potęgi mamy operację sumy naturalnej). Produkt naturalny {\displaystyle \alpha \odot \beta } jest zdefiniowany jako suma (w sensie +) wszystkich wyrażeń postaci {\displaystyle \omega ^{\xi _{i}\oplus \xi _{j}}\cdot m_{i}\cdot k_{j}} uporządkowanych tak, że wykładniki maleją.
Obie operacje, {\displaystyle \oplus } i {\displaystyle \odot ,} są przemienne i łączne. Zauważmy, że
{\displaystyle (\omega +1)+(\omega +1)=\omega \cdot 2+1,} ale {\displaystyle (\omega +1)\oplus (\omega +1)=\omega \cdot 2+2,} oraz
{\displaystyle (\omega +1)\cdot (\omega +1)=\omega ^{2}+\omega +1,} ale {\displaystyle (\omega +1)\odot (\omega +1)=\omega ^{2}+\omega \cdot 2+1.}

### Przykład zastosowania
W roku 1954 G.H. Toulmin udowodnił, że jeżeli {\displaystyle X} i {\displaystyle Y} są przestrzeniami regularnymi, to
{\displaystyle \operatorname {ind} X\times Y\leqslant (\operatorname {ind} X\oplus \operatorname {ind} Y)+n,}
gdzie ind oznacza mały wymiar induktywny oraz {\displaystyle n} jest liczbą naturalną zależną od wymiarów przestrzeni {\displaystyle X} i {\displaystyle Y.} Gary Brookfield udowodnił, że jeżeli {\displaystyle R} jest pierścieniem noetherowskim, to
{\displaystyle \operatorname {len} R[x]=\omega \odot \operatorname {len} R,}
gdzie len jest liczbą porządkową mierzącą długość ideałową pierścienia {\displaystyle R,} w pewnym sensie dokładniej niż wymiar Krulla (pojęcie to wprowadził Gulliksen).